# Alligatorellus
Alligatorellus is een geslacht van uitgestorven atoposauride Crocodyliformes, gevonden in Frankrijk en verwant aan Atoposaurus.
De typesoort Alligatorellus beaumonti werd in 1871 benoemd door Paul Gervais. De geslachtsnaam betekent 'alligatortje'. De soortaanduiding eert Léonce Élie de Beaumont.
Het holotype is MNHL 15639, een vrijwel compleet skelet op een plaat en tegenplaat gevonden bij Cerin. Een tweede skelet, specimen MNHN 15638, werd toegewezen.

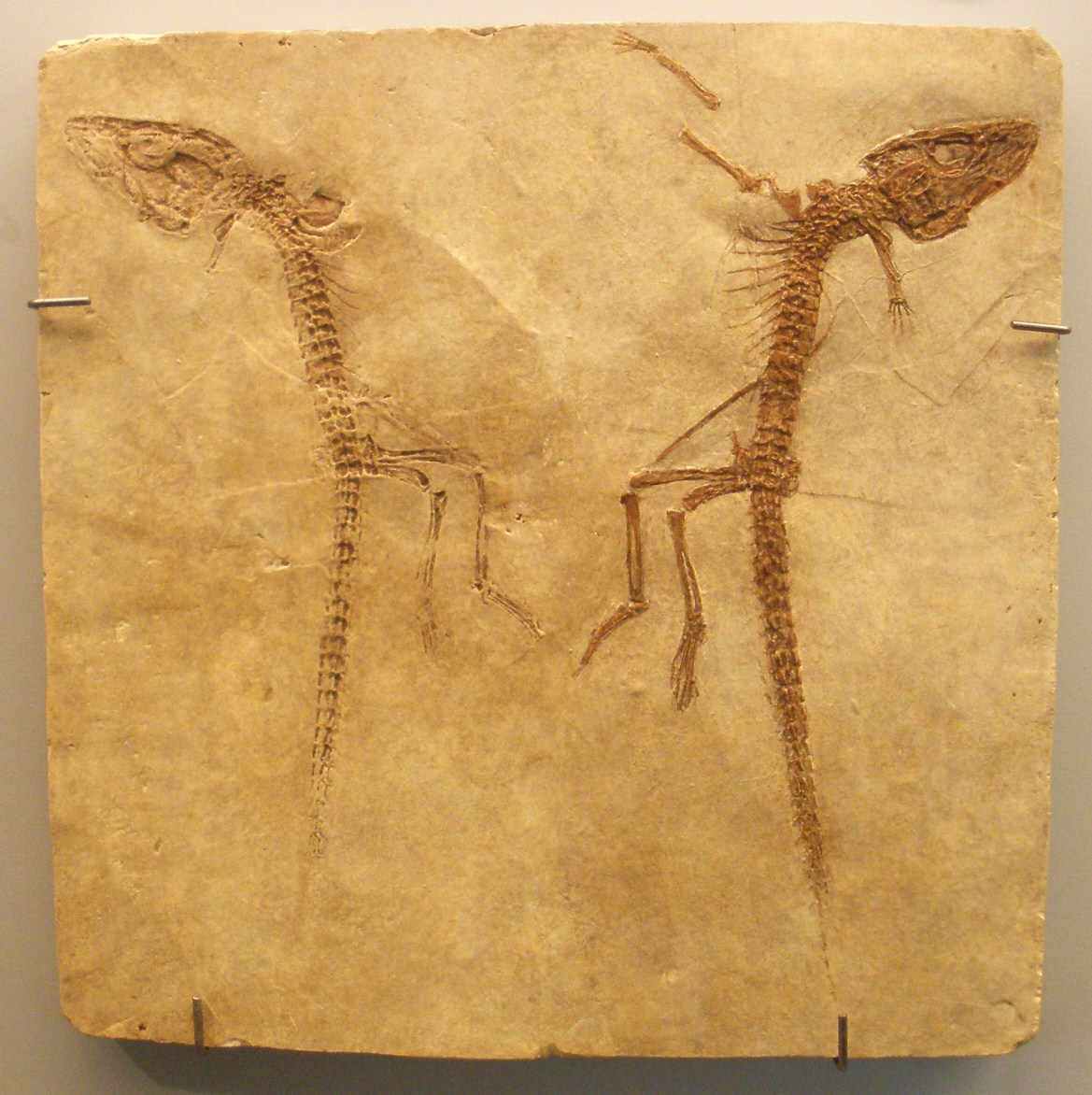
Een gecombineerd afgietsel van plaat en tegenplaat

Een skelet van Alligatorellus, specimen LMU 1937 I 26, is ook gevonden in de Solnhofen-kalksteen van Kelheim, Duitsland. De kalksteen werd afgezet in een mariene omgeving en het individu is mogelijk in een lagune gespoeld waar het werd gefossiliseerd. Overblijfselen van vier crinoïden die in de lagune leefden, zijn gevonden in hetzelfde blok als het skelet. Het skelet omvat osteodermen en ledematen, die driedimensionaal zijn geconserveerd. Het Duitse skelet toont meer details van de anatomie van de atoposauride dan de meeste fossielen, aangezien andere overblijfselen van de atoposauriden zijn platgedrukt.
In 1971 benoemde Peter Wellnhofer hiervoor de ondersoort Alligatorellus beaumonti bavaricus. De typesoort werd dan Alligatorellus beaumonti beaumonti. In 2014 echter werd deze benoemd als de volle soort Alligatorellus bavaricus.
Alligatorellus depereti Vidal 1915 werd in 1988 het aparte geslacht Montsecosuchus.